# Énekes Zoltán
Énekes Zoltán (Budapest, 1965. április 1. – 2018. február 17.) magyar úszó, újságíró.

## Pályafutása
1969 és 1984 között a Bp. Spartacus, 1985–86-ban az FTC úszója volt. 1980-ban az ifjúsági Európa-bajnokságon 200 m pillangón ezüstérmet szerzett. 1982-ben 100 m és 200 m pillangóban országos bajnok lett. 1981 és 1984 között a magyar úszóválogatott tagja volt. Tagja volt az 1984-es Los Angeles-i olimpiai keretnek is, de a játékokon a bojkott miatt nem vehetett részt. Pályafutását egy súlyos térdsérülés miatt kellett befejeznie.
1987-ben a Testnevelési Főiskolán úszószakedzői diplomát szerzett és edzőként is tevékenykedett. 1986 novemberétől a Népsort illetve a Nemzeti Sport munkatársa majd rovatvezetője volt. 1995 januárja és 1999 között a lap főszerkesztője volt.
Széchy Tamással készített interjúsorozatot, amelyért 1989-ben szakmai nívódíjat kapott. 1998-ban a Magyar Olimpiai Bizottság MOB-médiadíjjal jutalmazta.

## Sikerei, díjai
- Ifjúsági Európa-bajnokság
  - ezüstérmes: 1980 (200 m pillangó)
- Magyar bajnokság
  - bajnok: 1982 (100 m és 200 m pillangó)
- MOB-médiadíj (1998)